# Henryk Vogelfänger
Henryk Vogelfänger, ps. „Tońko”, „Tońcio” (ur. 4 października 1904 we Lwowie, zm. 6 października 1990 w Warszawie) – polski aktor radiowy i filmowy, doktor nauk prawnych, adwokat, nauczyciel.

## Życiorys
Urodził się we Lwowie w spolonizowanej rodzinie żydowskiej. Był synem Samuela i Berty oraz bratem Leontyny. Wywodził się ze lwowskiej dzielnicy Łyczaków, zamieszkiwał przy ulicy Krupiarskiej 6. Kształcił się w VI Państwowym Gimnazjum im. Stanisława Staszica we Lwowie, gdzie w 1921 ukończył VI klasę (w jego klasie byli także Wiktor Budzyński, Ludwik Bojczuk – wszyscy później współpracowali w lwowskim radiu). Studiował prawo na Wydziale Prawa Uniwersytetu Jana Kazimierza we Lwowie, gdzie otrzymał stopień doktora praw. Zdał egzamin adwokacki i w 1935 otworzył we Lwowie własną kancelarię adwokacką, która mieściła się przy ul. Obertyńskiej 4/6. Pełnił funkcję syndyka Miejskich Zakładów Gazowych miasta Lwowa.
W 1933 kreując postać „Tońka” („Tońcia”) wraz z Kazimierzem Wajdą jako „Szczepkiem” („Szczepciem”) zaczął występować w słuchowisku radiowym Wesoła Lwowska Fala w skeczach Wiktora Budzyńskiego, a następnie własnych. Pseudonimy obu zostały zaczerpnięte z przynależności obu do kościołów lwowskich: Wajdy do kościoła pw. św. Elżbiety, a Vogelfängera do kościoła pw. św. Antoniego na Łyczakowie. Popularność przyniosły im role lwowskich batiarów. Dzięki m.in. jego występom, audycja w krótkim czasie z lokalnego programu stała się najpopularniejszą audycją radiową w przedwojennej Polsce i jedną z najpopularniejszych w całej historii Polskiego Radia (ponad 6 milionów stałych słuchaczy). W roli „Tońka” Vogelfänger wystąpił również w trzech filmach: Będzie lepiej (1936), Włóczęgi (1939, w filmie duet wykonywał piosenkę pt. „Lwów jest jeden na świecie”, popularnie nazywaną „Tylko we Lwowie”) i Serce batiara (produkowany w 1939, po wybuchu II wojny światowej negatyw filmu zaginął). Ostatni z tych filmów był jednocześnie pierwszym z czterech produkcji, na powstanie których Vogelfänger podpisał umowę w 1939. Duet „Szczepko” i „Tońko” był również określany jako: „tajojkowie” (od używanej przez nich frazy: ta joj), „trubaciarzy Lwowa” (od trubadurów).
Po wybuchu II wojny światowej we wrześniu 1939 wraz z Wajdą ewakuował się z Polski, po czym przez Rumunię, Jugosławię, Włochy dotarł do Francji. W czasie wojny był członkiem zespołu aktorskiego Polish Soldier’s Revue by Lwowska Fala we Francji, w Anglii i na froncie zachodnim, działającym przy Polskich Sił Zbrojnych do 1946. Był żołnierzem 1 Dywizji Pancernej generała Maczka, występując wraz z K. Wajdą, Henrykiem Hausmanem dla walczących żołnierzy, także w bunkrach. Na obszarze Holandii w 1944 został awansowany na stopień podporucznika.
Po wojnie przebywał na emigracji w Wielkiej Brytanii. Studiował prawo administracyjne na Uniwersytecie w Edynburgu, jednakże nie kontynuował już kariery adwokackiej. Przez 17 lat był nauczycielem gimnazjalnym w szkołach angielskich ucząc łaciny, prawa konstytucyjnego, greki, starożytnej historii, mitologii, geografii. Przyjął nazwisko „Henry Barker”. Wcielił się w rolę Eugeniusza w dramacie Tango Sławomira Mrożka, wystawionym pod koniec 1965 w teatrze w Ognisku Polskim w Londynie w reżyserii Leopolda Kielanowskiego.
Powrócił do Polski w 1988 i zamieszkiwał w domu kombatanta pod Warszawą. W tym samym roku powstał film dokumentalny pt. Tońko, czyli legenda o ostatnim baciarze. Z uwagi na stan zdrowia i brytyjski paszport nie był już w stanie odwiedzić Lwowa. Zmarł 6 października 1990 w Warszawie w otoczeniu Jerzego Janickiego i jego żony Krystyny Czechowicz-Janickiej. Jego prochy pochowano na Chiswick New Cemetery w Londynie.
Jego żoną była dr Wanda Vogelfänger-Barker, z domu Bereza (zm. tragicznie 4 stycznia 1963, pochowana w Chiswick), z którą miał syna Anthony'ego Barkera (ur. 1955 w Johannesburgu), przebywającego w Południowej Afryce, potem dziennikarza Reutersa w Londynie.

## Odznaczenia
- Krzyż Kawalerski Orderu Odrodzenia Polski (3 maja 1985, za całokształt wieloletniej pracy artystycznej w zespole „Lwowska Fala”)[23][6]
- Srebrny Krzyż Zasługi (1939)[24]
- Złota odznaka honorowa Koła Lwowian w Londynie (1970)[25]